# Aeroflot-Flug 699
Der Aeroflot-Flug 699 mit der Flugnummer: SU699 und dem Funkrufzeichen AEROFLOT 699 war ein Inlandslinienflug der Aeroflot von Moskau-Domodedowo nach Aşgabat mit einem planmäßigen Zwischenstopp  in Krasnowodsk, heute Türkmenbaşy in der Turkmenischen Sozialistischen Sowjetrepublik (2024: Turkmenistan). Bei der Zwischenlandung des Fluges am 18. Januar 1988 wurde die an diesem Tag eingesetzte Tupolew Tu-154B-1 so hart auf der Landebahn aufgesetzt, dass sie auseinanderbrach und von den 143 Personen an Bord 11 Passagiere starben.

## Maschine
Das Flugzeug war eine 1977 gebaute Tupolew Tu-154B-1 mit der Werknummer 77A24. Das Roll-Out der Maschine erfolgte am 24. Januar 1978, am 21. Februar 1978 wurde sie mit dem Luftfahrzeugkennzeichen CCCP-85254 an die Aeroflot ausgeliefert. Das dreistrahlige Mittelstrecken-Schmalrumpfflugzeug war mit drei Strahltriebwerken des Typs Kusnezow NK-8-2U ausgestattet. Bis zum Zeitpunkt des Unfalls hatte die Maschine eine Gesamtbetriebsleistung von 15.859 Betriebsstunden absolviert, auf die 8.082 Starts und Landungen entfielen.

## Passagiere und Besatzung
Den Flug auf dem betroffenen Flugabschnitt hatten 137 Passagiere angetreten, es befand sich eine sechsköpfige Besatzung an Bord.

## Unfallhergang
Nach einem routinemäßigen Flug von Moskau-Domodedowo leitete die Besatzung einen Nachtanflug auf den Flughafen Krasnowodsk ein. Die Sicht war aufgrund von Nacht und Wolken bis zu einer Höhe von 400 Metern eingeschränkt. Der Erste Offizier steuerte die Maschine und führte den Anflug mit einer Geschwindigkeit von 270 km/h und auf einen Winkel von 28° ausgefahrenen Auftriebshilfen aus. Während des letzten Abschnitts wurden die Auftriebshilfen auf 45° ausgefahren, wobei die Sinkgeschwindigkeit auf 10 Meter pro Sekunde anstieg. In einer Höhe von 30 Metern hatte der Erste Offizier keinen Sichtkontakt zur Landebahn, der Kapitän beschloss jedoch, den Anflug fortzusetzen. Mit einer überhöhten Geschwindigkeit von 275 km/h landete das Flugzeug 3 Meter links von der Anfluggrundlinie. Die Tupolew prallte von der Landebahn ab, rollte einige hundert Meter weit und kam in zwei Teile zerbrochen auf der Hauptlandebahn zum Liegen. Elf Passagiere kamen ums Leben, 120 Menschen wurden verletzt, 15 weitere blieben unverletzt.

## Ursache
Es stellte sich heraus, dass der Erste Offizier den Anflug mit einer falschen Anflugkonfiguration durchgeführt hatte. Nach Unterschreiten der Sicherheitshöhe ohne Sichtkontakt zur Landebahn hätte er zudem den Anflug nicht fortsetzen dürfen. Als beitragende Faktoren wurden eine zu hohe Anflug- und Sinkgeschwindigkeit, eine schlechte Planung und Vorbereitung des Anflugs, eine mangelnde Koordination der Besatzung, eine mangelnde Überwachung des Anflugs durch den Flugkapitän, das Versäumnis der Besatzung, ein Durchstartverfahren einzuleiten, sowie schlechte Sicht aufgrund der Nacht und tief hängender Wolken vermerkt.